# Springsure Airport
Springsure Airport är en flygplats i Australien. Den ligger i kommunen Central Highlands och delstaten Queensland, omkring 620 kilometer nordväst om delstatshuvudstaden Brisbane. Springsure Airport ligger 369 meter över havet.
Trakten runt Springsure Airport är nära nog obefolkad, med mindre än två invånare per kvadratkilometer.. Närmaste större samhälle är Springsure, nära Springsure Airport. 
I omgivningarna runt Springsure Airport växer huvudsakligen savannskog.  Genomsnittlig årsnederbörd är 810 millimeter. Den regnigaste månaden är januari, med i genomsnitt 179 mm nederbörd, och den torraste är augusti, med 11 mm nederbörd.